# Strangerland
Strangerland is een Australisch-Ierse film uit 2015 onder regie van Kim Farrant. De film ging in première op 23 januari op het Sundance Film Festival in de World Cinema Dramatic Competition.

## Verhaal
Catherine (Nicole Kidman) en Matthew Parker (Joseph Fiennes) proberen zich aan te passen aan hun nieuwe leven in een afgelegen stadje Nathgari nabij de woestijn. Aan de vooravond van een enorme zandstorm verdwijnen hun twee tienerkinderen Lelie en Tom in de woestijn. In de storm en de duisternis gaat de lokale bevolking onder leiding van de plaatselijke agent David Rae op zoek naar de kinderen. Al snel wordt het ergste gevreesd en wanneer geruchten en oude Aboriginal-verhalen zich beginnen te verspreiden, keert de lokale bevolking zich tegen het echtpaar.

## Rolverdeling
| Acteur         | Personage           |
| -------------- | ------------------- |
| Nicole Kidman  | Catherine Parker    |
| Joseph Fiennes | Matthew Parker      |
| Hugo Weaving   | Detective David Rae |
| Lisa Flanagan  | Coreen              |
| Meyne Wyatt    | Burtie              |
| Maddison Brown | Lily Parker         |

## Productie
De opnames van de film begonnen einde maart 2014 in Sydney en er werd ook gefilmd in Canowindra en Broken Hill.